# Zosterops ficedulinus
El anteojitos de Príncipe u ojiblanco de Príncipe (Zosterops ficedulinus) es una especie de ave paseriforme de la familia Zosteropidae.
Es endémica de la isla de Príncipe. Su hábitat natural son las selvas húmedas. Se encuentra actualmente amenazada por la destrucción de su hábitat.